# Bistum Garzón

Wappen des Bistums Garzón

Das Bistum Garzón (lat.: Dioecesis Garzonensis, span.: Diócesis de Garzón) ist eine in Kolumbien gelegene römisch-katholische Diözese mit Sitz in Garzón.

## Geschichte
Das Bistum Garzón wurde am 20. Mai 1900 durch Papst Leo XIII. aus Gebietsabtretungen des Bistums Tolima errichtet und dem Erzbistum Popayán als Suffraganbistum unterstellt. Am 25. Februar 1964 wurde das Bistum Garzón in Bistum Garzón-Neiva umbenannt. Das Bistum Garzón-Neiva wurde am 24. Juli 1972 in die Bistümer Garzón und Neiva geteilt. Am 14. Dezember 1974 wurde das Bistum Garzón dem Erzbistum Ibagué als Suffraganbistum unterstellt.

## Ordinarien

### Bischöfe von Garzón
- Esteban Rojas Tovar, 1900–1922
- José Ignacio López Umaña, 1924–1942, dann Koadjutorerzbischof von Cartagena
- Gerardo Martínez Madrigal, 1942–1964

### Bischöfe von Garzón-Neiva
- Gerardo Martínez Madrigal, 1964
- José de Jesús Pimiento Rodriguez, 1964–1972

### Bischöfe von Garzón
- José de Jesús Pimiento Rodriguez, 1972–1975, dann Erzbischof von Manizales
- Octavio Betancourt Arango, 1975–1977
- Ramón Mantilla Duarte CSsR, 1977–1985, dann Bischof von Ipiales
- Libardo Ramírez Gómez, 1986–2003
- Rigoberto Corredor Bermúdez, 2003–2011
- Fabio Duque Jaramillo OFM, 2012–2022
- Jaime Alberto Cabrera Arcos, seit 2025